# Jean de La Cour d'Aubergenville
Jean de La Cour d'Aubergenville, né vers la fin du XIIe siècle et mort le 1er juin 1256, est un prélat français, garde des sceaux, puis évêque d'Évreux, sous le règne de saint Louis.

## Biographie
Proche conseiller du roi de France, il est doyen de Saint-Martin de Tours, charge réservée aux plus fidèles serviteurs du roi, puis garde des sceaux de 1236 à 1244, pendant la vacance de la chancellerie.
Jean est candidat en 1243 au siège de Noyon et entre en concurrence avec Pierre Charlot, fils naturel de Philippe Auguste, qui lui sera préféré.

### Évêque d'Évreux
Le chapitre de l'église d'Évreux ne se mettant pas d'accord sur la personne pour succéder à Raoul II de Cierrey, le pape Innocent IV donne le pouvoir de nomination à l'archevêque de Rouen Pierre de Colmieu qui désigne pour évêque Jean de La Cour d'Aubergenville, le 12 mars 1244. Il est le premier évêque d'Évreux issu du domaine royal et non plus du clergé local.
Il fait partie en 1245 avec l'évêque de Senlis de l'escorte de Louis IX, Blanche de Castille et Innocent IV à Cluny. Il assiste le 24 juin 1245 au premier concile de Lyon, puis à la dédicace de la Sainte-Chapelle. Il est délégué avec les évêques de Lisieux et de Sées, ainsi que seize abbés sur le conflit opposant les moines de Fécamp à ceux de Lisieux.
En 1248, par égard aux bons services de Jean rendus au roi et à sa mère la reine Blanche de Castille, saint Louis donne à son neveu Guillaume d'Aubergenville, lors de son mariage avec Lucie Poucin, la terre et le manoir de Pinterville. Il assiste le 26 avril de la même année à la consécration de la Sainte-Chapelle.
Il siège en 1252 comme conseiller au parlement de Paris. Il est délégué en 1255 par le pape pour défendre les ordres mendiants contre l'université de Paris. 
Il est témoin dans l'acte signé à Paris du 20 août 1255 du mariage entre Louis, fils du roi de France et Bérengère, fille du roi Alphonse X de Castille.
Il achète en 1256 le fief des Baux-de-Breteuil au profit de l'évêché et du chapitre.

### La cathédrale d'Évreux
Il aurait obtenu en 1246 du pape Innocent IV une bulle d'indulgences pour les fidèles qui apportent leurs dons pour la reconstruction. La reconstruction des parties hautes de la nef a été exécutée dans les années 1240, à la fin de l'épiscopat de Raoul II de Cierrey ou au début du sien. Le chevet réalisé en style rayonnant, il est un des principaux promoteur de ce nouveau style en Normandie. C'est peut-être lui qui a fait appel à Gautier de Varinfroy.
Le projet de nouveau chevet remonterait aux dernières années de son épiscopat. La construction a dû être projetée et entreprise probablement au début des années 1250, après l'achèvement des parties hautes de la nef.

## Décès
Malade depuis octobre 1255, il meurt le 1er juin 1256, suivant un obit célébré le 1er juin à l'abbaye du Jard où il avait fait don de vêtements liturgiques. Sa mort entraîne une période d'instabilité et une vacance du siège épiscopal. Il est enterré dans la nef de la cathédrale d'Évreux, dans le transept sud, devant l'autel des saints martyrs, Étienne, Laurent et Vincent, chapelles qu'il avait fondées, et où fut trouvée sa crosse épiscopale. Son tombeau monumental au milieu du bras sud du transept est déplacé pour ne pas gêner la circulation puis vendu avant 1788. Sa sépulture a été retrouvée le 13 octobre 1884 à la suite de l'installation d'un calorifère.

## Armoiries
Il portait pour armes : « de gueules à deux bandes d'argent accompagnées de sept coquilles de même, deux, trois et deux ».